# Criptografia baseada em reticulados
A Criptografia Baseada em Reticulados é um termo genérico para construções criptográficas que envolvem reticulados, seja na sua construção, seja na sua prova de segurança. Esquemas baseados em reticulados são importantes candidatos para a criptografia pós-quântica.